# Банда Эдуарда Тагирьянова
Ба́нда Эдуа́рда Тагирья́нова («Тагирьяновские») — преступная группировка, занимавшаяся похищениями и убийствами людей на протяжении 1995—2003 годов в городе Набережные Челны Республики Татарстан.

## Начало деятельности группировки
Лидер группировки Эдуард Тагирьянов, 1965 года рождения, уроженец Набережных Челнов, проживал в микрорайоне «10-й комплекс». Впоследствии он привлёк в банду нескольких своих одноклассников. Всего же в банду входило, помимо самого Тагирьянова, ещё 16 человек. Поначалу банда промышляла в своём районе, однако впоследствии её деятельность доросла до масштабов межрегиональной. В банде ни разу не было внутреннего конфликта, подчинённые уважали своего главаря. За всё время существования банды из неё не вышел ни один член. Криминальные группировки неоднократно пытались навязать Тагирьянову свою «крышу», но все подобные попытки жёстко пресекались. Банда была великолепно вооружена, впоследствии у её членов изъяли десятки единиц современного огнестрельного оружия.
Тагирьянов основал один из первых в Татарстане швейных кооперативов, а затем начал заниматься торговлей водкой, основав фирму «Агропродукт». Именно с деятельностью «Агропродукта» и связан первый криминальный эпизод в истории деятельности банды. Один из перекупщиков, решивший «кинуть» Тагирьянова, был похищен, но отпущен за выкуп.

## Серия похищений и убийств
Первое убийство бандиты совершили в 1997 году. Их жертвой стал директор спорткомплекса «Набережночелнинский» Рустам Закиров, который своевременно не рассчитался с Тагирьяновым за поставку партии водки. Между первыми преступлениями банды были длительные перерывы. Основная серия убийств, совершённая «тагирьяновскими», была совершена в начале 2000-х годов.
30 сентября 2000 года, в субботу, в городе Набережные Челны в 16 подъезде жилого дома 54/15 наёмным киллером был убит начальник межрайонного отдела милиции по линии уголовного розыска (по раскрытию квартирных краж, грабежей и разбойных нападений) УВД города Набережные Челны, капитан милиции Гимаев Вильдар Анварович. В конце 1990-х годов (скорее всего, в 1999 году) Эдуард Тагирьянов решил нанять киллера, чтобы «убрать» Вильдара Гимаева, так как однажды 30-летний капитан Гимаев участвовал в задержании двух бандитов из ОПГ «Тагирьяновские». Это подтвердилось лишь после того, как большую часть банды уже задержали. Как позже выяснилось, бандиты тщательно изучали образ жизни капитана, а для его убийства Тагирьянов нанял киллера, причём через посредника. Оперативники разыскали посредника в Москве, а тот указал на осетина по кличке Хан. Хан пережил свою жертву всего на полгода. Его убили в одной из бандитских разборок.
25 мая 2001 года в Набережных Челнах был убит страховой агент местного филиала страховой компании «Ингосстрах» — 32-летний Эдуард Кузнецов. В апреле 2001 года Эдуарду Тагирьянову, пребывавшему в очередной раз в Набережных Челнах, давний знакомый пожаловался на предпринимателя Кузнецова за то, что он не возвращает ему долг. Реакция «шефа» была предсказуемой: он поручил своему подчинённому Олегу Дацко организовать убийство должника. Дацко привлёк к исполнению Николая Казакова, Василия Суэтина и Павла Ларионова, которые около месяца следили за будущей жертвой с целью выбора времени и места убийства, а затем убили предпринимателя 7 выстрелами из двух пистолетов с глушителями в лифте на 12 этаже.
В декабре 2001 года люди Тагирьянова похитили и после получения выкупа убили бизнесмена из Москвы Олега Куликова, который был партнёром лидера банды по строительству ночного клуба в Нижнекамске. В 2002 году «тагирьяновские» совершили покушение на лидера нижнекамской группировки «Татары» Ильдара Ахметова, но тот остался жив. Лидер группировки из Пензенской области Олег Васьков по кличке «Василёк» был убит людьми Тагирьянова за попытку взять под «крышу» бизнес, принадлежащий лидеру банды.
У Тагирьянова возник конфликт с лидером преступной группировки «Боксёры» Станиславом Оливановым. В 2001 году Оливанов был убит по приказу Тагирьянова. В 2002 году «тагирьяновскими» были убиты ещё двое лидеров ОПГ «Боксёры».
10 сентября 2002 года в Набережных Челнах людьми Тагирьянова был похищен генеральный директор ООО «Автомастер» Евгений Корнев. Около 8 часов утра на выезде из 66-го микрорайона в Набережных Челнах люди Тагирьянова, переодетые в милицейскую форму, остановили автомобиль Корнева. Попросив предъявить водительское удостоверение, люди Тагирьянова скрутили Корнева, посадили его в машину и увезли на теплоход «Граф». По задумке бандитов, вместо Евгения Корнева их жертвой должен был стать другой человек — предприниматель Василий Коврижных. Дело в том, что Евгений Корнев и Василий Коврижных внешне очень похожи, ездили на одинаковых автомобилях марки «Mercedes S500», жили рядом по соседству. Когда же выяснилось, что похитили не того человека, один из бандитов решил извлечь из Корнева хоть какую-то выгоду. Корнев звонил своим коллегам по работе с просьбой приготовить определённое количество денег для его освобождения. Но необходимой суммы в его фирме не оказалось. Евгения Корнева убили выстрелом в голову. А его тело закопали возле садового общества «Прибрежный» неподалёку от Набережных Челнов.
Самым громким эпизодом в деятельности банды «тагирьяновских» стало похищение и убийство генерального директора завода «КамАЗ-Металлургия» Виктора Фабера и его заместительницы Натальи Стародубцевой. Одетые в милицейскую форму люди Тагирьянова остановили машину Фабера и Стародубцевой 27 мая 2003 года около Боровецкого леса, затем захватили их и потребовали за их освобождение выкуп. После его получения бандиты убили обоих заложников.
Всего же, по подсчётам следователей, банда за всё время своего существования совершила 23 убийства.

## Арест, следствие и суд
10 июля 2003 года в рамках расследования похищения и убийства Фабера и Стародубцевой Эдуард Тагирьянов и члены его банды были задержаны. Несколько членов группировки дали признательные показания. Тагирьянов отказывался сотрудничать со следствием, заявляя, что он является честным предпринимателем и никогда с криминалом связан не был. В мае 2006 года после долгого следствия Тагирьянову и 16 его сообщникам было предъявлено обвинение в совершении ряда похищений и 23 убийств. После долгих слушаний 28 августа 2007 года суд вынес приговор. Признав членов банды виновными в совершении 21 убийства, он назначил Тагирьянову и троим его сообщникам (Бабкову, Данилевичу и Дацко) наказание в виде пожизненного лишения свободы с отбыванием наказания в колонии особого режима. Остальные члены банды получили от 6 до 25 лет лишения свободы. 20 марта 2009 года Верховный суд Российской Федерации оставил приговор без изменения. Тагирьянов этапирован в колонию Торбеевский централ, Дацко — в «Белый лебедь», Бабков и Данилевич — в «Чёрный дельфин».

## Документальные фильмы
- Документальный фильм «Тагирьяновские» из цикла «Честный детектив»
- Документальный фильм «Ребята с одного двора» из цикла «Криминальные хроники»
- Документальный фильм «Ловись, рыбка!» из цикла «Чёрное озеро»
- Документальный фильм «Последнее желание» из цикла «Цена любви»